# Кэм-кэмджиуты
Кэм-кэмджиуты (монг. хэмчигүд, кем-кемчакууд) — средневековое племя, вошедшее в состав империи Чингисхана в начале XIII века. Упоминаются в составе лесных племён (хойин-иргэн), проживавших на севере Монгольской империи. Отождествляются с татарским родом камаши и древними кыргызами.

## Этноним
Кэмджиут — монг. мн. ч. от «кэмджи», где -ут представляет собой суффикс множественного числа в монгольском языке. А. А. Семёнов в комментарии к переводу «Сборника летописей» связывает это название с татарами-камачи, или камаши, обитавшими в верховьях Енисея.
В названии племени «кэм-кэмджиуты», как считают, лежит имя кем (кэм, кам), которым обозначались верховья р. Енисея, образующегося из слияния pp. Улу-Кем (Большая вода) и Кемчик (Камчик) (Малая вода). По имени р. Кемь в XVII в. по левому берегу Енисея, где впадает в него речка Кемь, в Сибирском наместничестве существовала особая Кемская волость.
Другие формы этнонима: кэм-кэмджиют, кэм-кэмчиут, кем-кемджиут, кем-кемджиют, кем-кемчиут, кэмджиут, хи-кэмджиут, кемкемчут. В монгольском переводе Ц. Сүрэнхорлоо этноним отражён в форме кем-кемчакууд.

## История

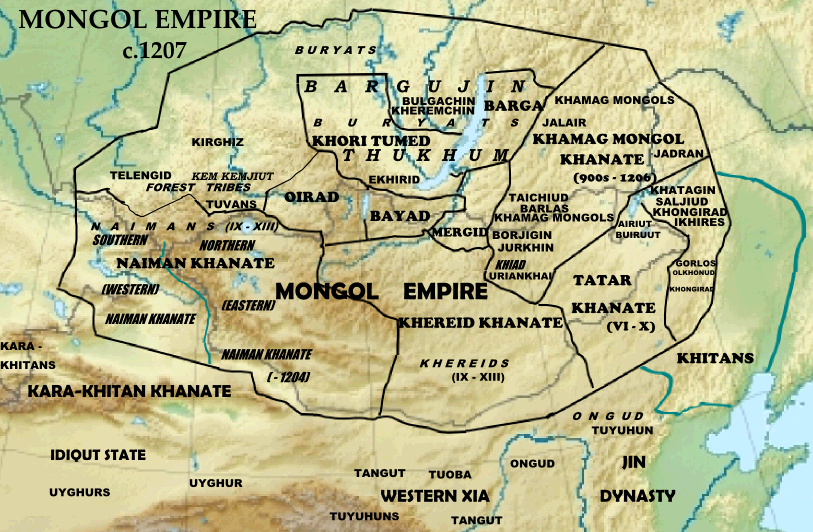
Монгольская империя в 1207 г.

Кэм-кэмджиут — область соприкасавшаяся с землями древних кыргызов. Земли кэм-кэмджиутов и кыргызов во времена Монгольской империи составляли одно владение (мамлакат). Собственно кэм-кэмджиуты в комментарии к переводу «Сборника летописей» были отождествлены с татарами-камаши (камачи).
Земли кэм-кэмджиутов соприкасались с землями монголов, с рекой Селенгой, где проживали племена тайджиутов, а также с бассейном Ангары, доходя до пределов области Ибир-Сибир. Термином Ибир-Сибир на Востоке и у китайцев обозначалась отдалённая область северо-восточной Азии, соответствующая современной Сибири.
Одна сторона области Кэм-Кэмджиут соприкасалась с землями найманов. Соседями кэм-кэмджиутов были племена Баргуджин-Токума: хори, баргуты, туматы и баяуты.
Согласно сведениям из «Сборника летописей», в областях Кэм-кэмджиут и Киргиз было много городов и селений, а кочевники многочисленны. Их государи имели титул инал, а родовым именем тех, кто пользовался уважением и известностью, было иди.
Согласно «Сокровенному сказанию монголов», лесные племена выразили покорность Джучи в 1207 году (в год Зайца). Высоко оценив заслуги Джучи, Чингисхан обратился к нему со словами: «Ты старший из моих сыновей. Не успел выйти из дому, как в добром здравии благополучно воротился, покорив без потерь людьми и лошадьми Лесные народы. Жалую их тебе в подданство».

## Современность
В составе чахаров известно племя хэмчигуд.  В Монголии известны носители родового имени хэмчиг. С племенем кэм-кэмджиут отождествляется род комджук (комджюк) в составе шира-югуров.